# Helen Deutsch
Helen Deutsch (New York, 21 maart 1906 – aldaar, 15 maart 1992) was een Amerikaans journaliste en scenariste.

## Levensloop
Na haar studie aan Barnard College in Manhattan begon Helen Deutsch haar loopbaan als artistiek leider van het toneelgezelschap The Province Town Players. Ze schreef toneelrecensies voor de New-York Tribune en The New York Times. In de jaren 30 werkte ze tevens voor Broadway op de persafdeling van de New Yorkse Theatre Guild. Ze schreef toen meer dan twintig korte verhalen in tijdschriften en meerdere toneelstukken.
Vanaf de jaren 40 was ze werkzaam als scenarioschrijfster voor de filmmaatschappij MGM. Ze schreef destijds onder meer het scenario voor de dramafilm The Seventh Cross (1944) naar een roman van de Duitse schrijfster Anna Seghers. Ze leverde toen ook het draaiboek voor de jeugdfilm National Velvet (1944), die leidde tot de doorbraak van actrice Elizabeth Taylor. Deutsch was als scenariste bedreven in uiteenlopende genres. Behalve voor oorlogsfilms en melodrama's schreef ze eveneens scenario's voor muziek- en avonturenfilms. Voor de prent Lili werd ze genomineerd voor een Golden Globe en een Oscar.
Tot haar oeuvre behoort ook het gedicht The White Magnolia Tree, dat sinds de voordracht op televisie door de actrice Helen Hayes in 1957 nationale bekendheid verkreeg in de Verenigde Staten. Haar laatste scenario schreef ze voor de dramafilm Valley of the Dolls (1967).
Helen Deutsch overleed zes dagen voor haar 86ste verjaardag in haar woning in New York.

## Filmografie (selectie)
- 1944: The Seventh Cross
- 1944: National Velvet
- 1947: Golden Earrings
- 1948: The Loves of Carmen
- 1949: Shockproof
- 1950: King Solomon's Mines
- 1950: Kim
- 1951: It's a Big Country
- 1952: Plymouth Adventure
- 1953: Lili
- 1954: Flame and the Flesh
- 1955: The Glass Slipper
- 1955: I'll Cry Tomorrow
- 1956: Forever, Darling
- 1965: The Unsinkable Molly Brown
- 1967: Valley of the Dolls